# Retour de manivelle
Retour de manivelle es una película francesa que gira en torno al crimen, dirigida en 1957 por Denys de La Patellière, y escrita por Denys de La Patellière y Michel Audiard, sobre la base de la novela de James Hadley Chase. Los protagonistas de la película son Michèle Morgan, Daniel Gélin y Michèle Mercier.

## Sinopsis
Un pintor pobre, Robert Mabillon, rescata una tarde al millonario Eric Fréminger, cuando intentaba lanzarse debajo de las ruedas de un coche. Tras haberse emborrachado, Mabillon propone renovar su lujosa residencia en Saint-Jean-Cap-Ferrat, en la riviera francesa. No obstante, Fréminger lo convence para que se convierta en su chófer. Esa misma noche, Mabillon es testigo de una violenta disputa entre su anfitrión y su seductora esposa, Hélène. Poco tiempo después, recibe la vista de esta última, con el pretexto de marcharse a sus respectivos hogares.

## Reparto
- Michèle Morgan: Hélène Fréminger.
- Daniel Gélin: Robert Montillon.
- Bernard Blier: El comisario Plantavin.
- Peter van Eyck: Eric Fréminger.
- Michèle Mercier: Jeanne.
- Clara Gansard.

## Cuerpo de producción
- Director: Denys de La Patellière.
- Escritor: Denys de La Patellière, siguiendo la obra de James Hadley Chase.
- Productor: Jean-Paul Guibert
- Director de fotografía: Pierre Montazels

Las compañías de televisión son Cinematografica Associata (Italia) y Films Intermondia (Francia).